# Ајертон (Ајова)
Ајертон (енгл. Ireton) град је у америчкој савезној држави Ајова. По попису становништва из 2010. у њему је живело 609 становника.

## Демографија
Према попису становништва из 2010. у граду је живело 609 становника, што је 24 (4,1%) становника више него 2000. године.
| Група             | 2000.       | 2010.       |
| Белци             | 579 (99,0%) | 585 (96,1%) |
| Афроамериканци    | 0 (0,0%)    | 1 (0,2%)    |
| Азијати           | 1 (0,2%)    | 0 (0,0%)    |
| Хиспаноамериканци | 2 (0,3%)    | 22 (3,6%)   |
| Укупно            | 585         | 609         |